# Recomanació basada en el contingut
Un sistema de recomanació basat en el contingut (en anglès content-based approach) és aquell que es basa en les característiques dels elements dels 'objectes' a recomanar, és a dir, les recomanacions es duen a terme basant-se en la comparació entre les característiques dels elements avaluats anteriorment i el perfil de l'usuari. Per tant, la idea és recomanar elements semblants en el contingut a objectes ja avaluats i que, en conseqüència, ja sabem que és del gust de l'usuari), realitza recomanacions segons el contingut i no valoracions subjectives com poden ser les opinions, S'explica per ell mateix, No hi ha dispersió, Sobre-especialització: (la recomanació es limita a elements semblants als que ja ha recomanat, és a dir, la col·lecció està esbiaixada a un gènere concret, per tant, quan un usuari desitgi un tipus d'elements nous tindrà problemes, ja que no ho podrà mesurar amb la semblança), Dificultat en dominis d'anàlisi complicat com l'àudio o el vídeo (ja que els descriptors d'àudio i els descriptors visuals, entre d'altres, són difícils de calcular), Problemàtica per als usuaris nous, ja que fins que no han valorat un nombre mínim d'elements no poden obtenir bones recomanacions; En el cas que es comparin dos objectes, la subjectivitat no es té en compte a l'hora de realitzar recomanacions, ja que no es disposa d'informació de l'usuari.

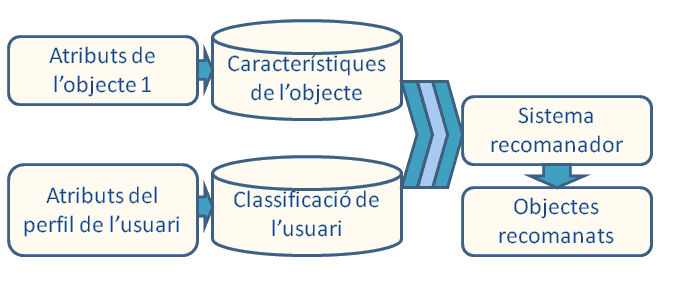
Esquema d'un sistema de recomanació basat en el contingut entre objecte i perfil d'usuari.

## Funcionament
El funcionament dels recomanadors basats en els continguts es basa en dos passos:
1. Analitzar les descripcions dels productes valorats pels usuaris
2. Predir quins productes els poden agradar

## Selecció de la informació

### Perfil d'usuari
Els usuaris que utilitzaran el sistema se'ls associarà un perfil d'usuari específic que contindrà la informació principal, és a dir, les preferències i la informació personal. En gran part el funcionament del recomanador dependrà de la informació descriptiva que s'utilitzi en el perfil que es pot obtenir de manera implícita o explícita.

### Atributs dels objectes
La informació dels objectes a recomanar és necessària per poder-la comparar amb els requeriments del perfil de l'usuari o entre els atributs dels objectes. Aquesta la podem dividir en dos grans grups:
- Conjunt de característiques associades a cada producte (informació estructurada).
- Informació textual sobre el producte (informació no estructurada).

Molts sistemes treballen només basant-se en la informació del conjunt de característiques dels objectes. Així doncs, acostumen a ser de gran utilitat per a la recomanació de documents o pàgines web, on el càlcul de la semblança entre objectes dona resultats satisfactoris.

## Algorisme de predicció
L'algorisme de predicció d'aquest tipus de recomanadors es basa en el càlcul de la semblança i la diversitat dels elements recomanats.

### Càlcul de la semblança

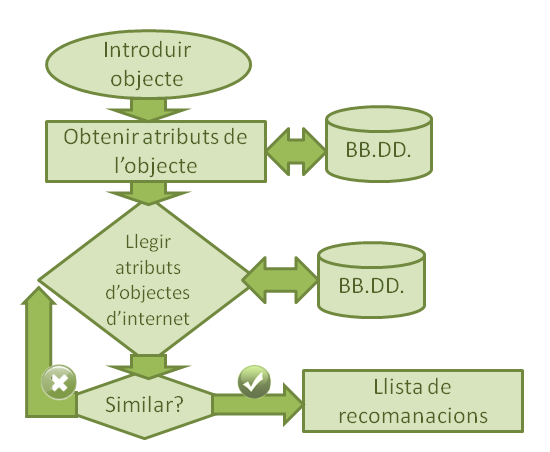
Algorisme del càlcul de la semblança per a la llista de recomanacions

La semblança de dos objectes o elements l'obtenim seguint els següents passos:
- Combinar el resultat obtingut a partir de la distància euclidiana o cartesiana entre els elements del contingut del perfil de l'usuari i els del contingut, en l'espai euclidià.

{\displaystyle d={\sqrt {\frac {\sum _{i=1}^{n}[1-(a_{i}-c_{i})^{2}]*a_{i}}{\sum _{i=1}^{n}a_{i}}}}}
On ai és l'element del perfil de l'usuari i ci és el valor d'un element del contingut que es compara.
- Càlcul de les coincidències entre descriptors de contingut i les preferències d'usuari, només en el cas de disposar d'informació opcional en els atributs de l'usuari que no siguin elements.

{\displaystyle b={\sum _{i=1}^{n}P_{i}*N_{i}}}
On Pi és el pes del descriptor 'i' respecte la informació del perfil i Ni és el nombre de coincidències entre ells. Pi normalitzat en el rang [0,1].
Si combinem les dues fórmules donades anteriorment obtenim que la similitud és:
{\displaystyle Similitud={w*d+(1-w)*b}}
On w reparteix el pes entre els dos punts anteriors. A més a més, quan la similitud és pròxima a 1 l'objecte és d'interès per l'usuari, mentre que si és pròxim a 0 no ho és.

### Diversitat dels elements recomanats
Només amb el càlcul de la semblança s'obtenen resultats poc variats, s'utilitza una combinació de la similitud amb la diversitat del conjunt recomanat.